# فرناندو هرناندز
فرناندو هرناندز (انگلیسی: Fernando Hernández؛ زادهٔ ۱۱ سپتامبر ۱۹۸۹) بازیکن والیبال اهل کوبا است.